# Іслам в Угорщині

Рівень поширення Ісламу у Європі:
<1% (Вірменія, Білорусь, Чехія, Естонія, Фінляндія, Угорщина, Ісландія, Латвія, Литва, Мальта, Молдова, Монако, Польща, Португалія, Румунія, Сан-Марино, Словаччина, Україна)
1%-2% (Андорра, Хорватія, Ірландія)
2%-4% (Італія, Люксембург, Норвегія, Сербія, Словенія, Іспанія)
4%-5% (Данія, Греція, Ліхтенштейн, Велика Британія)
5%-10% (Австрія, Бельгія, Болгарії, Франція, Німеччина, Нідерланди, Швеція, Швейцарія)
10%-20% (Грузія, Чорногорія, РФ)
20%-30% (Кіпр)
30%-40% (Північна Македонія)
40%-50% (Боснія і Герцеговина)
80%-90% (Албанія)
90%-95% (Косово)
95%-100% (Туреччина, Азербайджан)

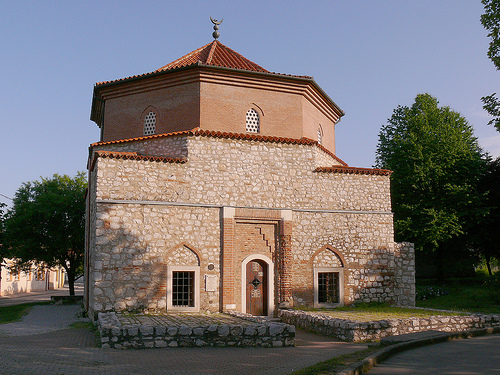
Мечеть Малкоч-бея в Шіклоші. Нині музей турецьких артефактів. Він відкритий для п'ятничної молитви для невеликої мусульманської громади.

Іслам в Угорщині має довгу історію, яка сягає щонайменше Х століття. Вплив сунітського ісламу був особливо виражений в XVI столітті під час османського періоду в Угорщині.

## Історія

### Рання історія
У старій формі угорської мови мусульман називали бьошормени (Böszörmény), споріднене з турецьким Bozulmamış, яке, своєю чергою, походить від араб. مسلم, мусульманин, термін зберігся і як родове ім'я, і як назва міста Байдубесермень.
Першим ісламським автором, який говорив про цю мусульманську громаду, був Якут аль-Хамаві (575—626 МК /1179-1229 РХ), він пише про відомого угорського студента, який навчався в Алеппо, за його словами, в Угорщині було 30 мусульманських сіл. Якут пише у своєму відомому географічному словнику «Муаджам аль-Булдан» про свою зустріч з угорською мусульманською молоддю в Сирії, яка вивчала там іслам і принесла деякі подробиці історії та життя свого народу в Угорщині. Іспанський мандрівник-мусульман Абу Гамід аль-Гарнаті писав про два типи мусульман в Угорщині, першими були бьошормені Карпатського басейну та волзькі булгари (хорезмійці).
В ХІ столітті святий Владислав, а пізніше Коломан прийняли закони проти нехристиян (Сабольцький синод). Ці закони контролювали іслам, примушуючи мусульман їсти свинину, ходити до церкви, одружуватися, а також забороняли їм святкувати п'ятницю. Деякі із законів Коломана включають:
|  | § 46 Якщо хтось застане ісмаїлітів за постом або їжею, або за утриманням від свинини, або за ритуальним омиванням, або за іншими неправдивими діями, цих ісмаїлітів слід відправити до короля, а той, хто подав на них позов, отримає частку з їхнього майна. § 47 Ми наказуємо всім ісмаїлітським селам побудувати церкву і фінансувати її. Після того, як церква буде побудована, половина села повинна переїхати і оселитися в іншому місці, щоб стати подібними до нас у спільному житті, а також у Христі і в Церкві (тобто стати подібними у вірі). § 48 Ізмаїльтяни не повинні видавати своїх дочок заміж за представників своєї нації, а лише за представників нашої нації. § 49 Якщо до ісмаїліта приходять гості, або він запрошує когось до себе додому на вечерю, він і його гості повинні їсти тільки свинину. |

Ласло (Святий Владислав) прийняв такий закон:
|  | § 9 Про купців, які називаються ізмаїльтянами, якщо виявиться, що після хрещення вони повертаються до своїх старих законів, заснованих на обрізанні, то вони повинні покинути свої домівки, але якщо вони виявляться невинними, то повинні залишитися. |

Ці закони жорстко дискримінували невелику меншину і зрештою призвели до повного зникнення громади та її професій.

### Турецьке панування центральної Угорщини

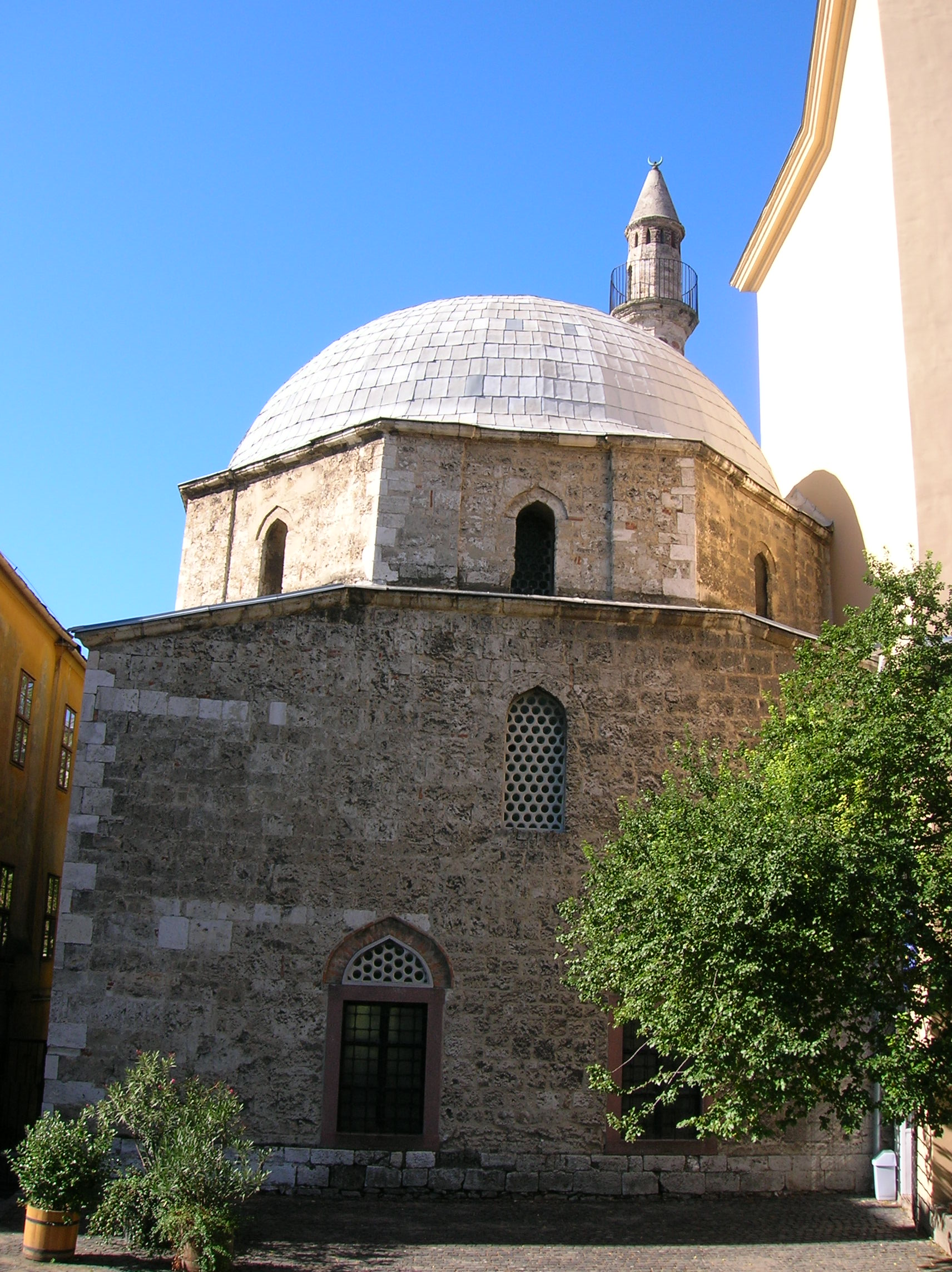
Мечеть Якували Хасана Паші в Печі

Турки увійшли до Угорщини після битви під Мохачем у 1526 році. З 1541 року вони почали безпосередньо контролювати центральну частину та організували п'ять еялетів: Будін, Каніє, Еґрі, Варат (Орадя) і Темешвар.

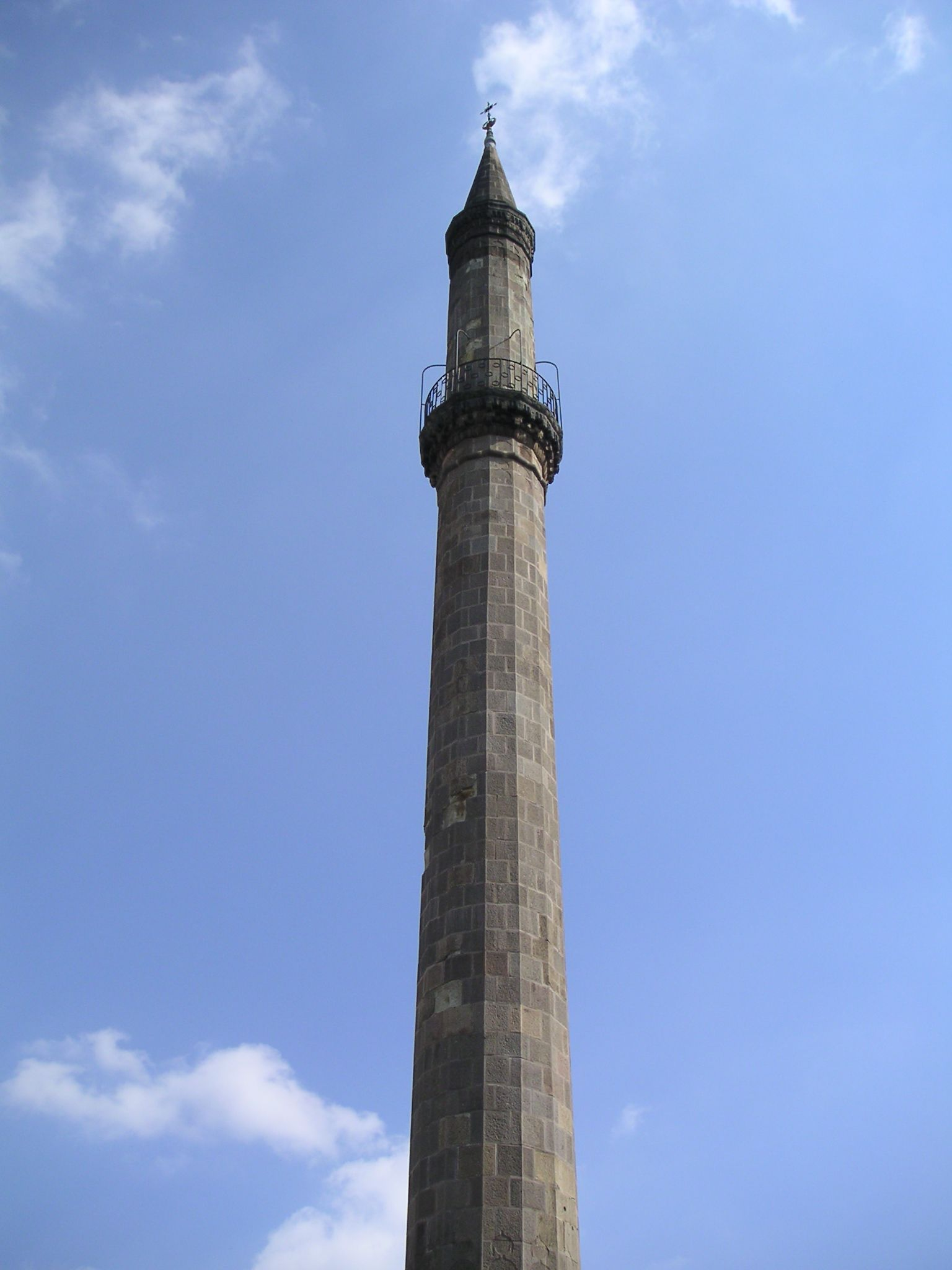
Мінарет Еґера

У XVI столітті, під час османського панування, в Угорщині з'явилося багато мусульман. Серед них найважливішими були Великий візир Османської імперії Каніджелі Сіявуш-паша (з Надьканіжи), який обіймав цю посаду тричі між 1582 і 1593 роками, Османський історик Ібрагім Печеві (Ібрагім з Печа) та відомий мевлевійський дервіш Пецеві Аріфі Ахмед Деде, також турок родом з Печа. Більшість ісламських досліджень в Угорщині викладалися відповідно до ханафійського мазхабу, або ханафітської школи сунітського ісламу.
Турецьке панування на угорських землях остаточно припинилося в 1699 році після підписання Карловицького миру. 150-річний період Османської імперії залишив по собі спадщину турецької архітектури, таку як мечеті, тюрби та громадські лазні (хамами), а також зміни в місцевій кухні, такі як популяризація кав'ярень і впровадження паприки, важливого спеції в угорських стравах.

### Сучасна епоха
У XIX столітті, після краху революції 1848—1849 рр., понад 6000 емігрованих поляків та угорців поїхали слідом за генералом Юзефом Бемом (Мурат-паша) у турецьку еміграцію. Серед них були такі угорські офіцери, як Річард Гуйон (Куршид-паша), Дьйордь Кметі (Ісмаїл-паша) та Максиміліан Штайн (Ферхад-паша). Згодом ці особи були підвищені до посади генералів. 
В Оксфордському словнику національної біографії Гуйон описаний як «перший християнин, який отримав ранг паші та турецького військового командування без зобов'язання змінити свою релігію», що є ознакою модернізації меритократії під час османської влади ХІХ століття. 
Рада Уйбуди дала дозвіл мусульманській громаді Угорщини на будівництво першого ісламського центру в Будапешті. У новому ісламському центрі буде бібліотека з 50 000 томів.
У 2013 році Ісламська рада Угорщини попросила, щоб Великий муфтій Боснії та Герцеговини Хусейн Кавазович також став Великим муфтієм Угорщини.

#### Релігійне право
Новий «Закон Угорщини про право на свободу совісті та релігії, а також про церкви, релігії та релігійні громади» був прийнятий 12 липня 2011 року та визнає лише 14 релігійних груп. До цього списку Іслам не входить, і згідно з новим законом мусульмани повинні подати заявку на офіційне визнання. Відповідно до закону, лише 14 із 358 зареєстрованих церков і релігійних об'єднань отримають юридичне визнання, тоді як інші повинні будуть повторно подати заяву на юридичну реєстрацію після схвалення двох третин голосів у парламенті.
27 лютого 2012 року парламент Угорщини вніс зміни до суперечливого закону країни про релігійні організації, розширивши перелік офіційно визнаних організацій, включивши до нього Угорську ісламську раду.

## Демографія
Згідно з переписом населення Угорщини 2011 року, в Угорщині було 5579 мусульман, що становило лише близько 0,057 % від загальної кількості населення. З них 4097 (73,4 %) назвали себе угорцями, а 2369 (42,5 %) — арабами. В Угорщині люди можуть вказати більше ніж одну етнічну приналежність (сума більша за ціле). Дані 2011 року не показують турецького населення (яке становило 1565 за переписом 2001 року). Однак більшість мусульман в Угорщині мають арабське або турецьке походження. Крім того, зростає кількість етнічних угорців, які прийняли іслам.
Фактична кількість мусульман в Угорщині, ймовірно, перевищує 5579 мусульман. Після війни в Сирії у 2014, 2015 і 2016 роках прибув значний потік шукачів притулку, коли в Угорщині було подано понад 200 000 заявок на надання притулку. Проте з 2017 року і далі угорські органи влади зареєстрували менше кількох сотень заяв.

## Відомі люди
- Дьюла Ґерманус — письменник і політик
- Іштван Горті молодший — фізик і архітектор
- Ібрагім Мутеферріка — османський дипломат
- Ібрагім Ефенді Печеві — османський історик-хроніст

## Галерея

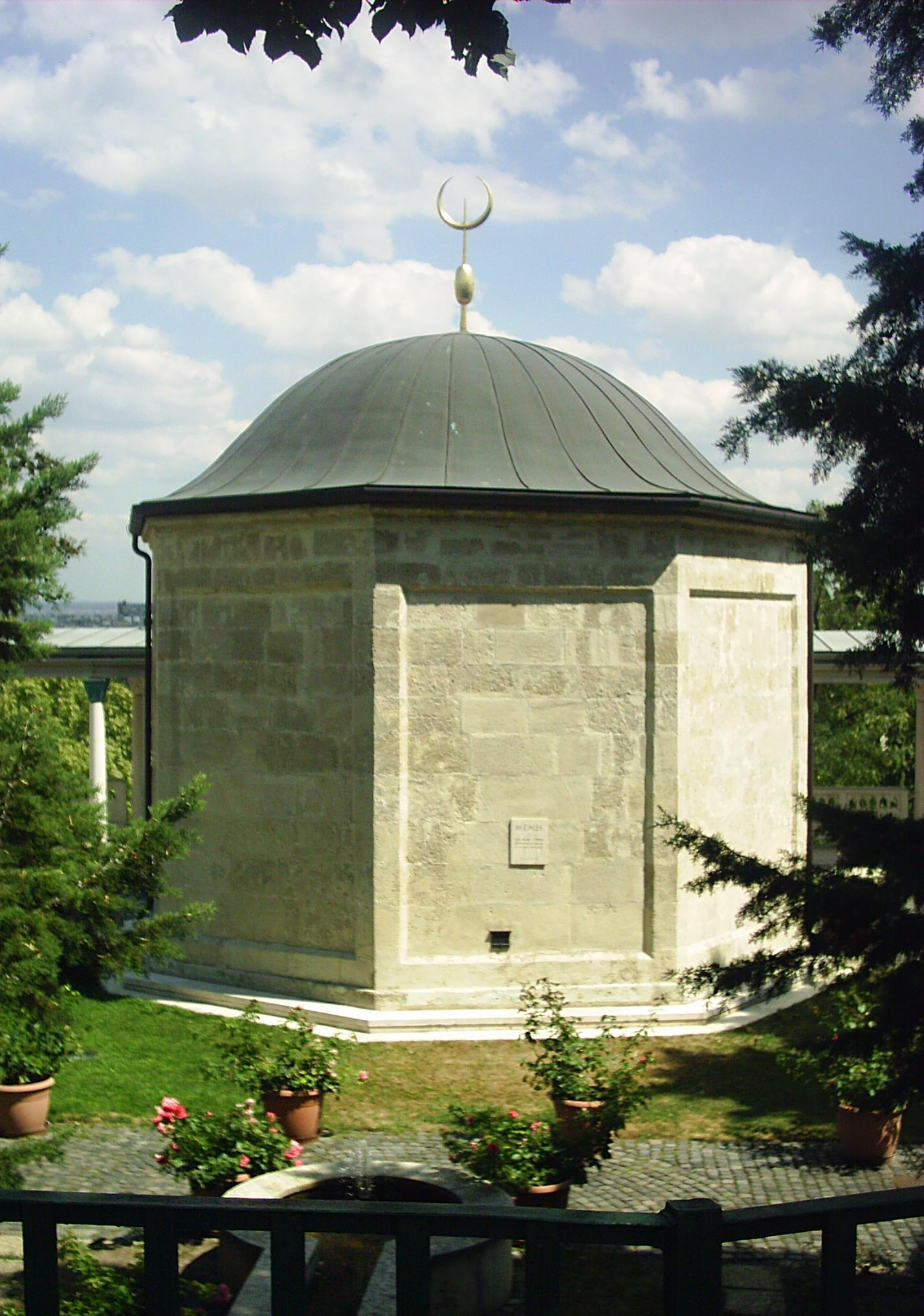
Тюрбе Гюль Баби містить кілька творів ісламського мистецтва: копії Корану, молитовні килимки, релігійні предмети
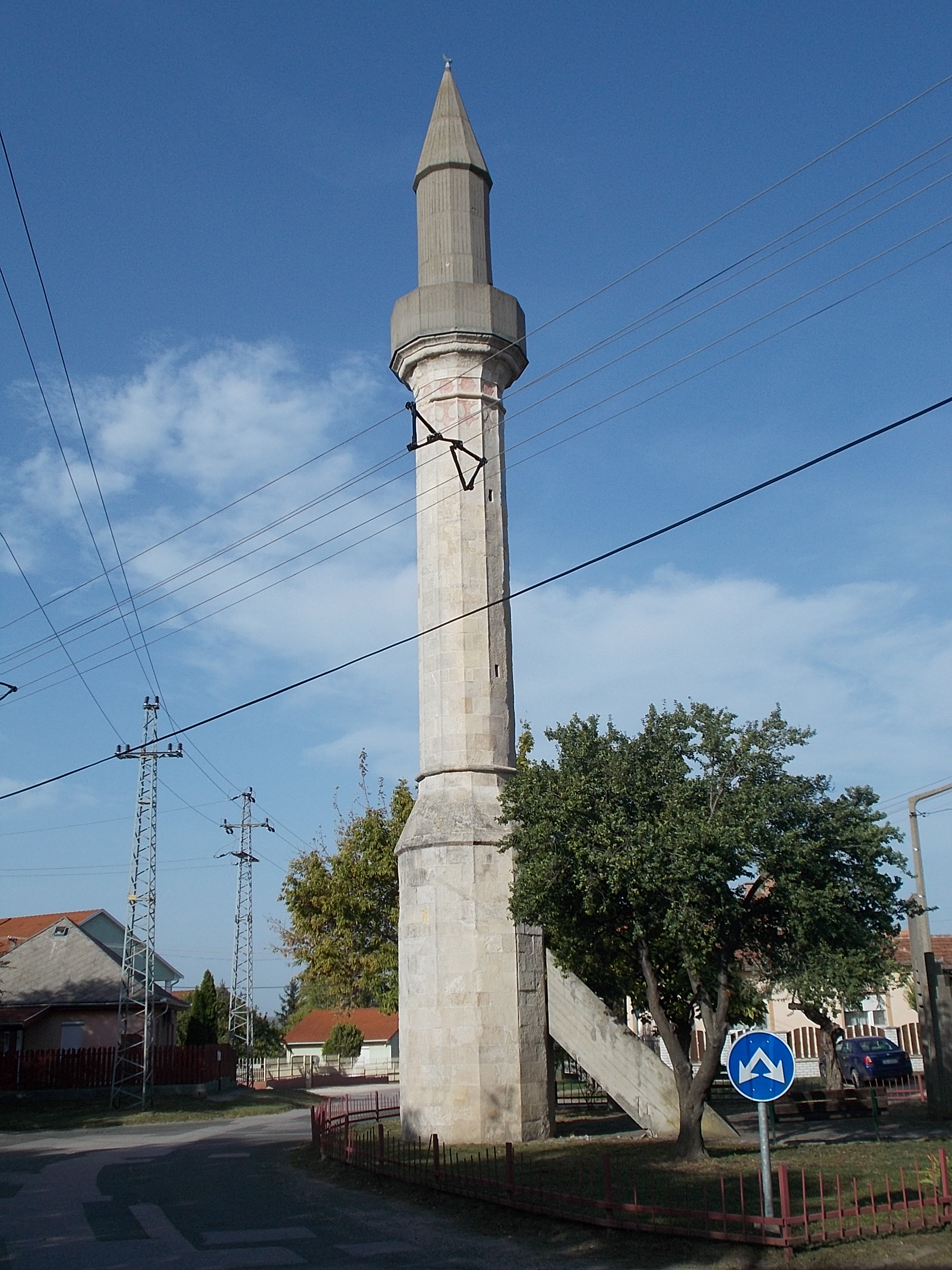
Мінарет Ерд у 2015 році
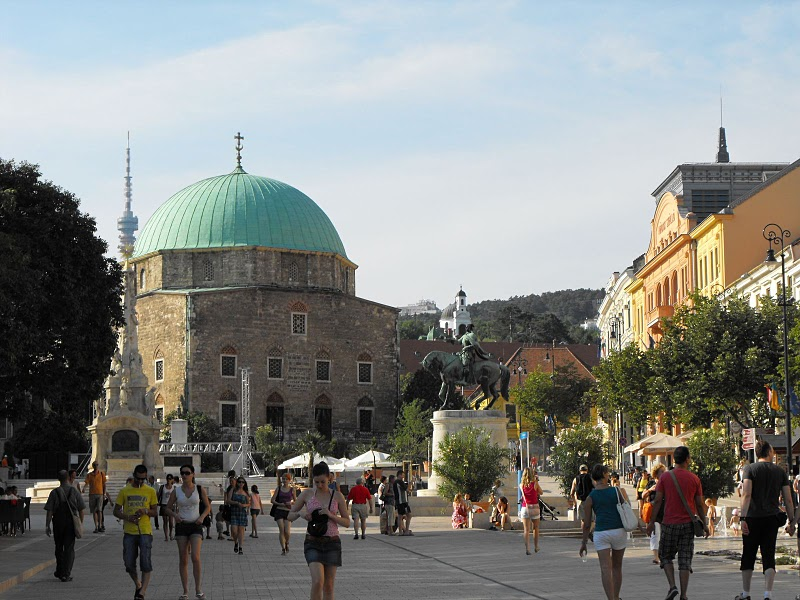
Колишня мечеть паші Касима в Печі, нині використовується як католицька церква
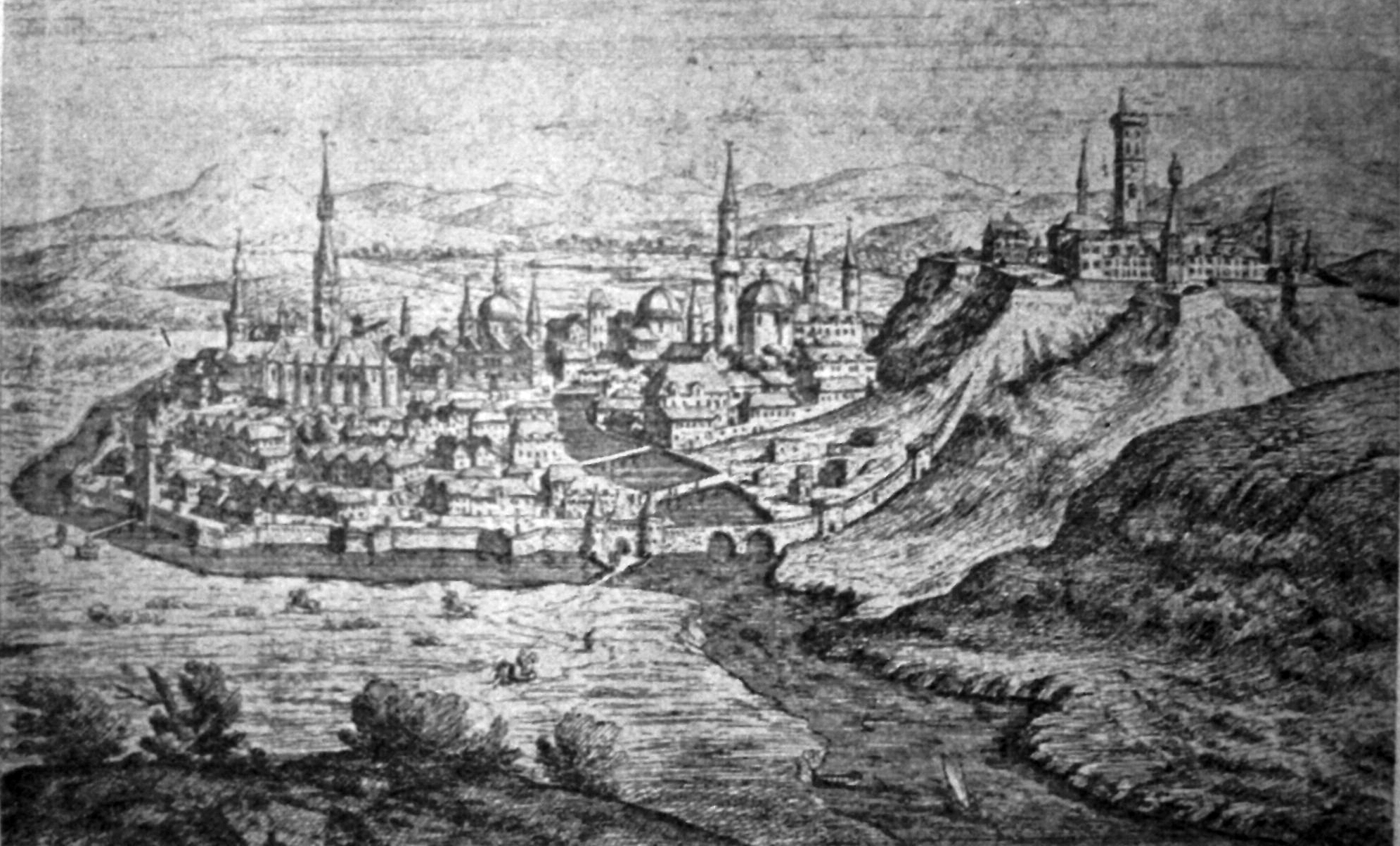
Місто Егер у XVI столітті з мечетями та мінаретами
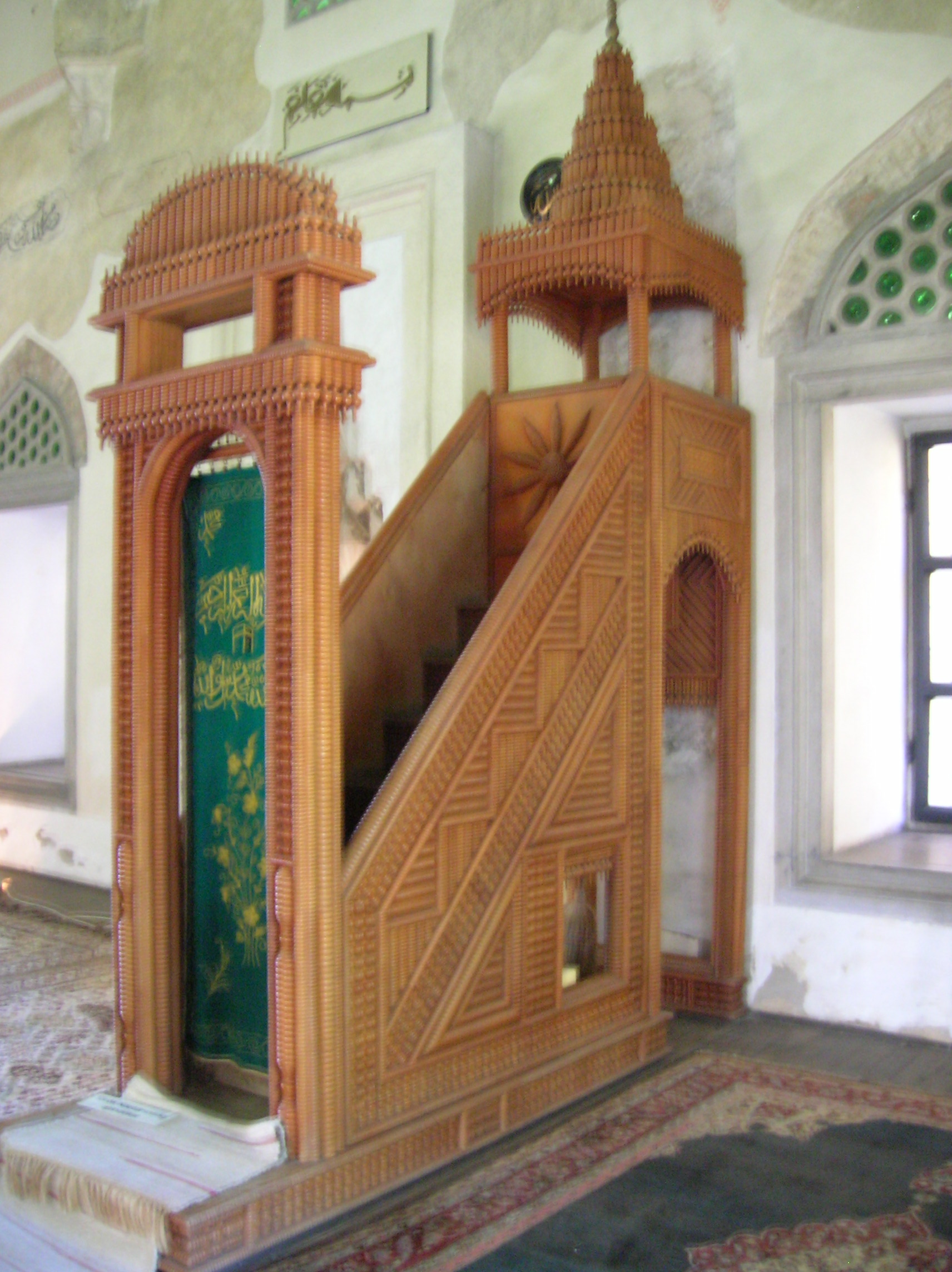
Мінбар мечеті Якували Хасана Паші, Печ, Угорщина